# سيرولوبلازمين
سيرولوبلاسمين (شيفرته (EC 1.16.3.1)) هو إنزيم يقوم بدور حمل ذرات النحاس في بلازما الدم.

## وظيفته
يشارك في النقل والتنظيم في الكبد ويحتوي على 6 ذرات من النحاس. حيث أن سيرولوبلازمين يحمل حوالي 95% من النحاس الكلي في البلازما البشرية. والسيرولوبلاسمين يسلك النحاس الذي يعتمد على نشاط الأوكسيديز، الذي يرتبط مع أكسدة من الحديد 2 + (الحديد الحديدية) في الحديد 3 + (الحديديك الحديد)، وبالتالي يساعدة في نقل في البلازما بالتعاون مع الترانسفيرين

## علم الوراثة
بعض من العلماء يعتقدون أن انخفاض الإنتاج من سيرولوبلاسمين قد يكون نتيجة لوجود عيب في قدرة الكبد على كسر النحاس. والعلاقة بين مستويات انخفاض ceruloplasmin وتراكم النحاس ليس مفهوما تماما. وبالإضافة إلى ذلك، هناك أيضا دليل على ضعف إفراز النحاس بنظام الصفراوية.سيرولوبلاسمين 

## وصلات اضافية
- GeneReviews/NCBI/NIH/UW entry on Aceruloplasminemia
- OMIM entries on Aceruloplasminemia